# Ришка епархија
Ришка епархија (рус. Рижская епархия) епархија је Летонске православне цркве под јурисдикцијом Руске православне цркве.
Надлежни архијереј је господин Александар, а сједиште епархије се налази у Риги.

## Историјат
Године 1836, на простору данашње Летоније, основано је Ришко викаријатство Псковске епархије, које је 1. марта 1850. било одвојено у самосталну Ришку епархију, основану 1. јула исте године. Епархијски архијереј је носио титулу „ришки и митавски“, а први епископ је био Платон (Городецки).
Од 12. марта 2013. поред Ришке епархије у саставу Летонске православне цркве налази се још и Даугавпилска епархија.